# 風間由次郎
風間 由次郎（かざま ゆうじろう、1987年7月25日 - ）はVOICE OF JAPAN所属の俳優。劇団プレステージの元劇団員（2019年5月31日退団）。神奈川県出身。身長170cm。体重56kg。血液型はA型。

## 出演

### 舞台
- ミュージカル「ダウンタウンキッズ」（2001年12月）
- ありがとうサボテン先生（2002年3月、日生劇場）
- ミュージカル「ピッピ」（2004年8月、世田谷パブリックシアター）
- タンゴ、冬の終わりに（2006年11月、Bunkamuraシアターコクーン）
- FROGS（2008年3月9日 - 23日、天王洲銀河劇場/3月28日 - 30日、シアタードラマシティ）[3]
  - FROGS（2009年2月11日 - 15日、池袋サンシャイン劇場/2月20日 - 22日、新神戸オリエンタル劇場）[3]
  - 「FROGS」special公演（2013年7月23日・27日、AiiA Theater Tokyo）[3]
- YooSoRo!〜日本を変えたヤツらを変えたヤツら〜（2008年10月17日 - 19日、新神戸オリエンタル劇場/10月22日 - 26日、天王洲銀河劇場）
- デタラム。〜この世界に降る雪〜（2009年1月28日 - 2月1日、新宿シアターサンモール）
- BLACK&WHITE〜悪魔のテンシ 天使のアクマ〜（2010年8月28日 - 9月5日、池袋サンシャイン劇場）
- スピリチュアルな1日（2011年4月1日 - 3日、紀伊國屋サザンシアター）
- 小倉久寛ひとり立ち公演vol.3「ダンス天国」（2011年8月26日 - 9月4日、新宿シアターサンモール）[4]
  - vol.4「チ・ヨ・コ・レ・イ・ト〜ビターな大人のラブコメディー〜」（2013年2月6日 - 17日、赤坂RED/THEATER）[5]
  - vol.5「のるかそるか-SINK or SWIM!-」（2014年8月6日 - 17日、新宿シアターサンモール）[6]
- 新鮮な新撰組〜嘘か!誠か?〜（2011年10月5日 - 10日、萬劇場）
- 地球ゴージャス プロデュース公演 Vol.12「海盗セブン」（2012年3月8日 - 4月22日、赤坂ACTシアター/4月27日 - 29日、中京大学文化市民会館オーロラホール/5月5日 - 6日、新潟/5月12日 - 14日、福岡サンパレス/5月20日 - 31日、オリックス劇場）
  - Vol.13「クザリアーナの翼」（2014年1月8日-2月20日、赤坂ACTシアター/2月26日 - 3月1日、愛知県芸術劇場大ホール/3月7 - 12日、キャナル劇場シティ/3月18日 - 31日、梅田芸術劇場メインホール）[7]
  - Vol.14「The Love Bugs」（2016年1月9日 - 2月24日、赤坂ACTシアター/3月1日 - 3日、愛知県芸術劇場大ホール/3月11日 - 13日、福岡サンパレス/3月19日 - 29日、フェスティバルホール）[8]
- 「JEWERY HOTEL」（2012年7月13日 - 22日、紀伊國屋ホール）[9]
- 水木英昭プロデュース vol.14「SAMURAI挽歌II」（2012年11月30日 - 12月9日、紀伊國屋ホール/12月11日、ABCホール/12月13日、名古屋市芸術創造センター）
- 「幻の城～戦国の美しき狂気～」（2015年10月9日 - 18日、EXシアター六本木）- 穴山小助 役[10]
- BWミュージカル「キンキーブーツ」（2016年7月21日 - 8月6日、新国立劇場中劇場/8月13日 - 22日、オリックス劇場/8月28日 - 9月4日、東急シアターオーブ（東京凱旋公演））- エンジェルス　カイル 役
  - BWミュージカル「キンキーブーツ」再演（2019年4月16日 - 5月12日、東急シアターオーブ/5月19日 - 28日、オリックス劇場）- エンジェルス　カイル 役[11]
  - BWミュージカル「キンキーブーツ」再々演（2022年10月1日 - 11月3日、東急シアターオーブ/11月10日 - 20日、オリックス劇場）- エンジェルス　カイル 役
- ミュージカル「ビッグ・フィッシュ」（2017年2月7日 - 28日、日生劇場））[12]
- 「オーバーリング・ギフト」（2017年6月16日 - 25日、DDD青山クロスシアター） - 作・演出・出演/イラッシュ 役[13]
- ミュージカル「メンフィス」（2017年12月2日 - 17日、新国立劇場 中劇場）[14]
- 「密やかな結晶」（2018年2月2日 - 25日、東京芸術劇場 プレイハウス）[15][16][8]
- ミュージカル「ドリアン・グレイの肖像」（2018年9月21日 - 30日、銀座 博品館劇場/10月10日 - 11日、大阪 シアター・ドラマシティ）- 探偵・エイブラハム 役[17][18]
- ミュージカル「スター誕生」（2019年1月17日 - 21日、中目黒 キンケロ・シアター） - 主演 ぎっちゃん 役（ダブルキャスト）[19]
- 「HAMLET ―ハムレット―」（2019年9月8日 - 10月6日、東京グローブ座/10月9日 - 15日、森ノ宮ピロティホール）- バナードー 役[20]
- ミュージカル「(愛おしき) ボクの時代」（1stプレビュー公演：2019年11月15日 - 18日、2ndプレビュー公演：11月23日 - 26日、本公演：11月30日 - 12月15日、DDD青山クロスシアター）- 戸越雅夫 役）[21][22]
- ミュージカル「チェーザレ 破壊の創造者」（2020年4月13日 - 5月11日、東京都 明治座）- ジョヴァンニ・デ・メディチ 役（ダブルキャスト）[23]※新型コロナウイルスの影響により全公演中止[24]
- ミュージカル「ハウ・トゥー・サクシード」（2020年9月4日 - 9月20日、東急シアターオーブ/2020年10月3日 - 10月9日、オリックス劇場）- タッカベリー 役[25]
  - ミュージカル「ハウ・トゥー・サクシード」再演（2021年11月20日 - 12月7日、東急シアターオーブ/2021年12月14日 - 12月16日、オリックス劇場）- タッカベリー 役[26]
- 爆走おとな小学生「初等教育ロイヤル」白組（2020年12月25日 - 12月27日、COOL JAPAN PARK OSAKA TTホール/2021年1月7日 - 2021年1月8日、シアター1010）※新型コロナウイルスの影響により東京公演は収録に変更　- 佐々木くん 役
- 舞台『刀剣乱舞』无伝 夕紅の士 -大坂夏の陣-（2021年4月11日 - 6月27日、IHIステージアラウンド東京）- 猿飛佐助 役[27][28]
- BROADWAY MUSICAL「Glory Days／グローリー・デイズ」（2021年9月17日 - 10月3日、銀座 博品館劇場）- アンディ・スコット 役[29]
- ミュージカル「ひめゆり」（2022年7月8日 - 7月12日、戸田市文化会館 大ホール）- 檜山上等兵 役（ダブルキャスト）
- ミュージカル「チェーザレ 破壊の創造者」（2023年1月7日 - 2月5日、東京都 明治座）- ジョヴァンニ・デ・メディチ 役（ダブルキャスト）
- MUSICAL「TRACE U」（2023年8月4日 - 9月3日、浅草九劇） - イ・ウビン 役（γチーム）
- ミュージカル「SMOKE」（2024年1月23日 - 3月31日、浅草九劇） - 海 役（トリプルキャスト）
- 新作ミュージカル「ディズニー くまのプーさん」（2024年4月27日 - 7月14日） - ティガー 役（ダブルキャスト）
- Reading Musical「BEASTARS」（2024年9月3日 - 8日、シアター1010 / 9月14日 - 16日、COOL JAPAN PARK OSAKA TTホール） - ジャックほか 役（歌い手・読み手）[30]
  - Reading Musical「BEASTARS」episode1（2025年9月28日 - 10月2日〈予定〉、シアター1010 / 10月11日 - 13日〈予定〉、COOL JAPAN PARK OSAKA TTホール） - レゴシ 役[31]
- 舞台「鬼滅の刃」其ノ伍 襲撃 刀鍛冶の里（2025年4月11日 - 20日、天王洲 銀河劇場 / 4月25日 - 27日、AiiA 2.5 Theater Kobe） - 半天狗 役[32]
- ソングサイクルミュージカル「songs for a new world」（2025年7月22日 - 24日〈予定〉、浅草九劇）[33]

#### 劇団プレステージ
- 劇団プレステージ 旗揚げ公演「ペンシルビルWARS〜眠らぬ街のアツい日〜」（2010年10月23日 - 31日、千本桜ホール）
  - 第2回公演「サイキックフライト!〜頑張るエスパーとあと2、3人〜」（2011年4月28日 - 5月8日、千本桜ホール）
  - 第3回公演「『ゼツボー荘』より愛を込めて」（2011年11月22日 - 12月6日、千本桜ホール）
  - 第4回公演「Have a good time?」（2012年8月17日 - 9月2日、千本桜ホール）
  - 第5回公演「ゴーストレイト」（2013年4月19日 - 29日、CBGKシブゲキ!!）[34]
  - 第6回公演「アウタースペース109」（2013年9月25日 - 10月6日、CBGKシブゲキ!!）[35]
  - 第7回公演「ボーンヘッド・ボーンヘッダー」（2014年4月18日 - 29日、CBGKシブゲキ!!）[36]
  - 第9回公演「WORLD'S ENDのGIRLFRIEND」（2015年2月8日 - 22日、CBGKシブゲキ!!）[37]
  - 第10回公演「Have a good time?」（2015年8月8日 - 9日、森ノ宮ピロティホール/8月12日 - 23日、紀伊国屋サザンシアター）[38]
  - 第12回本公演「URA! URA! Booost」（2017年8月16日 - 27日、紀伊国屋サザンシアター）[39]
  - 第13回本公演「ディペンデントデイ〜7人の依存症〜」（2018年8月1日 - 12日、CBGKシブゲキ!!） - 演出・出演[40]
  - 第14回本公演「終わり to はじまり」（2018年12月12日 - 23日、CBGKシブゲキ!!）[41]

### テレビドラマ
- 月曜ミステリー劇場「名探偵キャサリン12 坂本龍馬殺人事件」（2002年、TBS）
- 1分半劇場「24のひとみ」（2007年、TBS） - 矢部 役
- 大河ドラマ「風林火山」（2007年、NHK） - 今川氏真 役
- 東京少女水沢エレナ 第3話「一日限りのデート」（2008年、BS-i） - 大泉宏一 役
- 消せないメール〜本当にあった涙の物語〜（2009年、フジテレビ）
- MW-ムウ- 第0章 〜悪魔のゲーム〜（2009年、日本テレビ）
- ディア・シスター 第3話（2014年、フジテレビ） - 光 役

### 映画
- ドッジGO!GO!（2002年） - 長島俊太 役
- バトル・ロワイアルII 鎮魂歌（2003年）
- かまち（2003年） - 今野克己 役
- 同じ月を見ている（2005年）
- デスノート the Last name（2006年）
- 7月24日通りのクリスマス（2006年）
- FROGS on Screen（2008年）

### バラエティ
- おはスタ（2002年 -2003年 、テレビ東京)
- 銀の劇プレ（2014年10月18日 - 12月27日、テレビ神奈川/2015年1月7日 - 3月18日、KBS京都）[42]

### イベント
- GROUND 0 vol.1（2004年1月、渋谷BOXX）
  - vol.2（2004年5月、原宿アストロホール）
  - vol.3（2004年8月、Shibuya 0-WEST・大阪FAN J-2）
- 地球ゴージャス 宣伝隊「SHITAPPARZ」任務完了イベント（2012年6月3日、ビックグサイトTFTホール）
  - 地球ゴージャス 20th Anniversary Gala Concert（2015年3月29日、舞浜アンフィシアター）[43]
  - 地球ゴージャス SENDEN虫イベント「SENDEN虫の祭典〜こんな時が来るなんて〜」（2016年4月3日、TFTホール1000）
- 「なうメン△」1周年記念イベント（2013年3月30日、ベルサール渋谷ファースト HALL A）- 第1部ゲスト[44][45]
- 「夏音-Canon-」Special Acoustic Live（2018年8月27日、AMUSE SEASiDE STUDiO 「夏音-Canon-」）
- Act Against AIDS 2018 「THE VARIETY 26」～遂に！俳優だけの武道館ライブ！！…大丈夫なのか～～！？～（2018年12月1日、日本武道館）[46]
  - Act Against Anything VOL.1「THE VARIETY 27」（2020年12月1日、日本武道館）[47]
  - Act Against Anything VOL.2「THE VARIETY 28」（2022年11月26日、パシフィコ横浜 国立大ホール）
- クロネコチャンネルpresents「クロネコジャンボリー2020」（2020年10月17日、TIAT SKY HALL）[48][49]

#### 劇団プレステージ
- Prestage Party in PONGI（2014年2月16日、アミューズミュージカルシアター）
  - ファン感謝イベント「銀の劇プレ」（2014年11月30日、tvk本社）
  - 劇・プレ博2015〜初夏の広報戦略〜 （2015年7月5日、J-SQUARE SHINAGAWA）[50]
  - Prestage Party at PIT～てんやわんやの大感謝祭～(2015年11月3日、豊洲PIT）
  - フレッシュマンへの挑戦状〜東京の陣〜（2016年8月11日、恵比寿ザ・ガーデンホール）
  - Prestage Party at 赤坂プリッツ～真夏のオールスター大感謝祭～（2017年7月16 - 17日、赤坂BLITZ）[51]
  - 劇団プレステージJAPANプレミア上映イベント（2018年10月29日、新宿ピカデリー、2018年10月30日、大阪ステーションシティシネマ）[52]

#### Amuse presents SUPER ハンサム LIVE
- 「SUPER LIVE 2008〜今宵あなたとシンキング〜」（2008年12月30日、Zepp Tokyo）
  - 「THE GAME〜Boy's film show〜」（2009年8月14日 -1 6日）
  - 「SUPER ハンサム LIVE 2009 ♂男 da 男!!♂」（2009年12月29日 - 30日）
  - 「THE GAME〜Boy's film show〜」（2010年8月）
  - 「SUPER ハンサム LIVE 2010」（2010年12月29日 - 30日）
  - 「SUPER ハンサム LIVE 2011」（2011年12月26日 - 28日、パシフィコ横浜国立大ホール）[53]
  - 「SUPER ハンサム LIVE 2012」（2012年12月26日 - 28日、パシフィコ横浜国立大ホール）[54]
  - 「SUPER ハンサム LIVE 2013」（2013年12月26日 - 27日、舞浜アンフィシアター） - フィルム出演[55]
  - 「SUPER ハンサム LIVE 2014」（2014年12月26日 - 28日、パシフィコ横浜国立大ホール）[56]
  - 15th Anniversary SUPER HANDSOME LIVE「JUMP↑ with YOU」（2020年2月15日 - 16日、両国国技館）- ゲスト出演[57]

### WEB
- ヒミツの関係〜先生は同居人〜（2010年7月、NTTドコモ/Bee TV）